# Мелек-Чесме
Меле́к-Чесме́ (укр. Мелек-Чесме, крымскотат. Melek Çeşme, Мелек Чешме «Ангельский Родник») — маловодная река протекающая по городу Керчь. Длина 16 км, площадь водосборного бассейна — 133 км².
Питание реки — подземное и дождевое. Исток находится западнее посёлка Багерово. Высота истока — 80 м над уровнем моря. В верхнем течении долина реки представляет собой ложбину, ниже посёлка Мичурино долина становится ящикообразной. Склоны сильно рассечённые, в долину впадает множество оврагов, балок. Притоки реки имеют временный характер и летом пересыхают. Ныне видимый исток реки находится в районе камышовых зарослей 2-го городка, ближе к железднодорожному вокзалу.
Средний расход воды составляет 0,034 м³/с (1,07 млн м³ в год). Максимальный расход воды может превышать 50 м³/с.

## Керчь
В нижнем течении русло реки искусственно спрямлено, берега заключены в бетон. У устья в Мелек-Чесме слева впадает приток — речка Катерлез (длина 10 км), правые притоки: речки Джанакбатская (Андреевская), Кушайресийская, Биэльская.
Река условно разделяет Керчь на Старый город и Новый город. В античные времена в неё заходили галеры, и она отделяла Пантикапей как город. В новейшее время источники питания реки ограничены, вследствие чего она обмелела. В настоящее время[когда?] ведётся реконструкция набережной Мелек-Чесме в Керчи. Через Мелек-Чесме проложены мосты, в том числе старинные — Табачный, Скассиев и т. д.
В 2002, 2004 и 2021 годах в результате сильного паводка река выходила из берегов и затапливала улицы города.
По состоянию на 2020 год русло реки замусорено и заросло камышом, местами кустарником.
Когда 17 июня 2021 года в Керчи выпали рекордные за время наблюдений осадки, это способствовало затоплению улиц расположенных чуть выше уровня моря. Значительный объём воды пришёл с Катерлез, при этом подземные трубы не справлялись с потоком и переток воды в Мелек-Чесме также происходил по городским улицам.
Работы по расчистке русла начались на следующий день после затопления — 18 июня.

## Название
Более раннее название — Ялгык Кую-Илгасы. Также известна под именем Приморская. Название Мелек-Чесме (искажение изначального Мелек-Чешме) означает в переводе с крымскотатарского «источник ангела» (melek — ангел, çeşme — источник, фонтан).